# Szent Lúcia
Szirakúzai Lúcia, egyházi nevén Szent Lúcia vagy Luca (Siracusa, 283 körül – Siracusa, 304 körül) keresztény mártír, aki a 4. század elején, Diocletianus üldözései során szenvedett mártírhalált. A keresztények által az 5. század óta tisztelt szűz és vértanú. A középkorban közkedvelt szent volt, legendája több művészt megihletett. 
Hagyományos ünnepét, amelyet Szent Luca napjaként ismernek, a nyugati kereszténység egy része (pl. a katolikusok) december 13-án tartja. 
Védőszentje a szembetegségben szenvedőknek és vakoknak (mivel a Lúcia név a lux = fény szóból származik), a bűnbánó utcanőknek, valamint a hegyes szerszámokkal dolgozóknak (földművesek, kézművesek, varrónők, párnakészítők, nyergesek). 

## Legendája
A legenda szerint Lúcia előkelő siracusai családból származott. Amikor édesanyja súlyos beteg lett, elzarándokolt vele Szent Ágota sírjához Cataniába, hogy gyógyulásért fohászkodjanak. Édesanyja gyógyulása után Lúcia álmában megjelent Szent Ágota, aki húgának nevezte őt, s elmondta neki, hogy saját hitével is meg tudta volna gyógyítani anyját. Ezután megígérte Lúciának, hogy szüzessége és szeretete jutalmaként Isten nagy dicsőségben fogja részesíteni Siracusa városát, hasonlóan, mint ahogy Catania városa is dicsőséget szerzett Ágota vértanúsága által. Ezután Lúcia kérésére anyja ígéretet tett neki, hogy nem fogják őt férjhez adni, s a hozomány fölött tetszése szerint rendelkezhet. Lúcia e vagyont a szegényekre fordította, amit vőlegénye rossz szemmel nézett. Amikor pedig a férfi ráébredt, hogy elesett a házasságtól és a hozománytól, bosszúból, kereszténység vádjával bíróság elé hurcolta Lúciát. Paschasius bíró először arra utasította a leányt, hogy mutasson be áldozatot a pogány isteneknek, de ő ezt megtagadta. Ezután nyilvánosházban akarta megbecsteleníttetni leányt, de a Szentlélek olyan nehézzé tette a testét, hogy nem tudták elmozdítani helyéről. Végül kegyetlen kínzások után a bíró halálra ítélte. Miután a torkába kardot döftek, nem halt meg azonnal, hanem még tanította a népet, s csak akkor lehelte ki lelkét, miután egy paptól megkapta az utolsó kenetet.

## Képgaléria

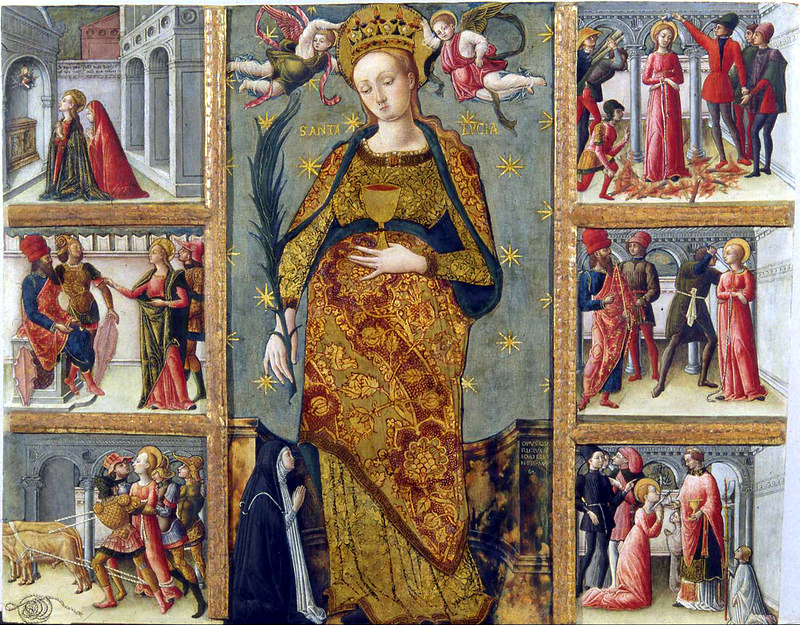
Quirizio da Murano: Szent Lúcia
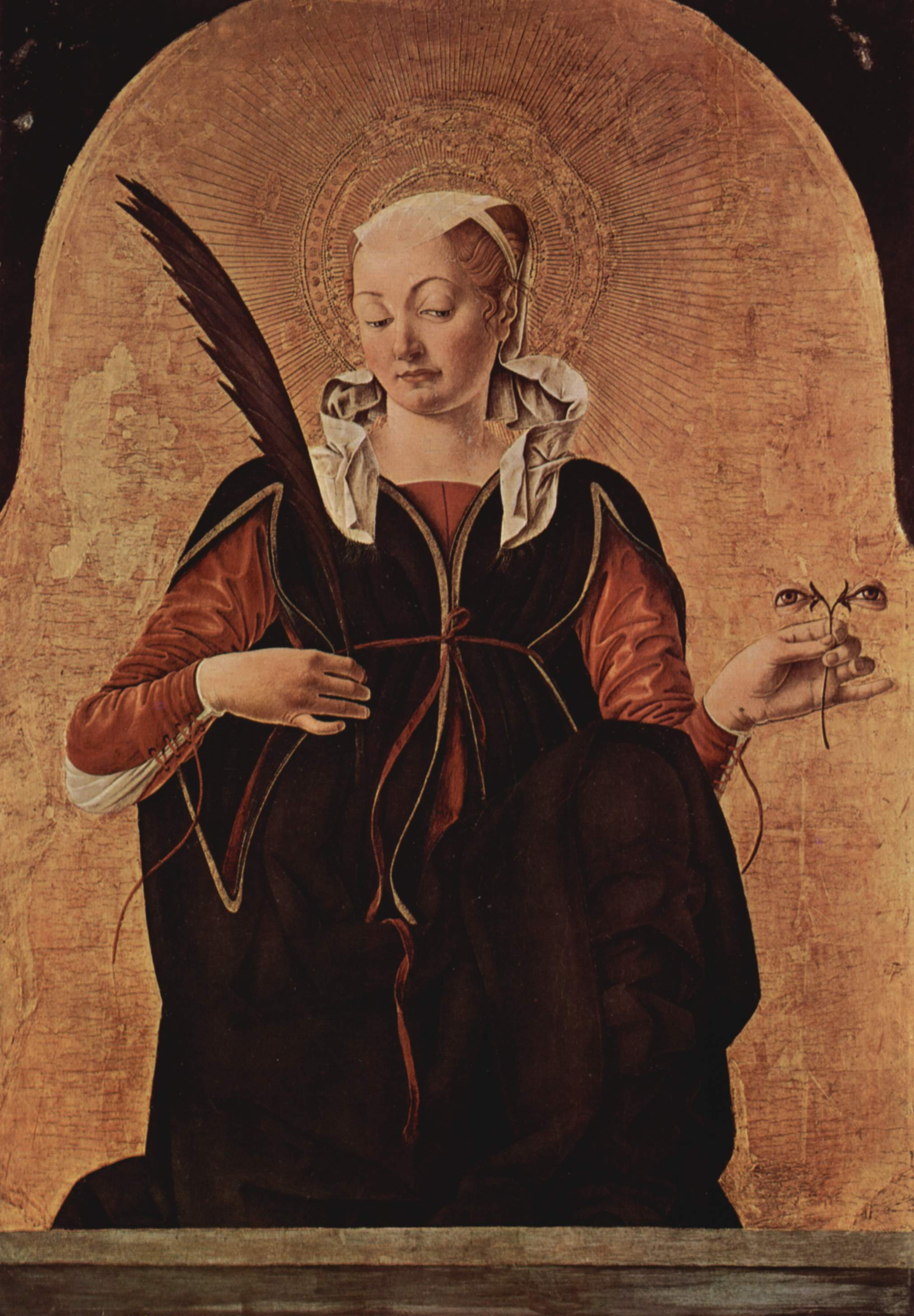
Francesco del Cossa: Szent Lúcia
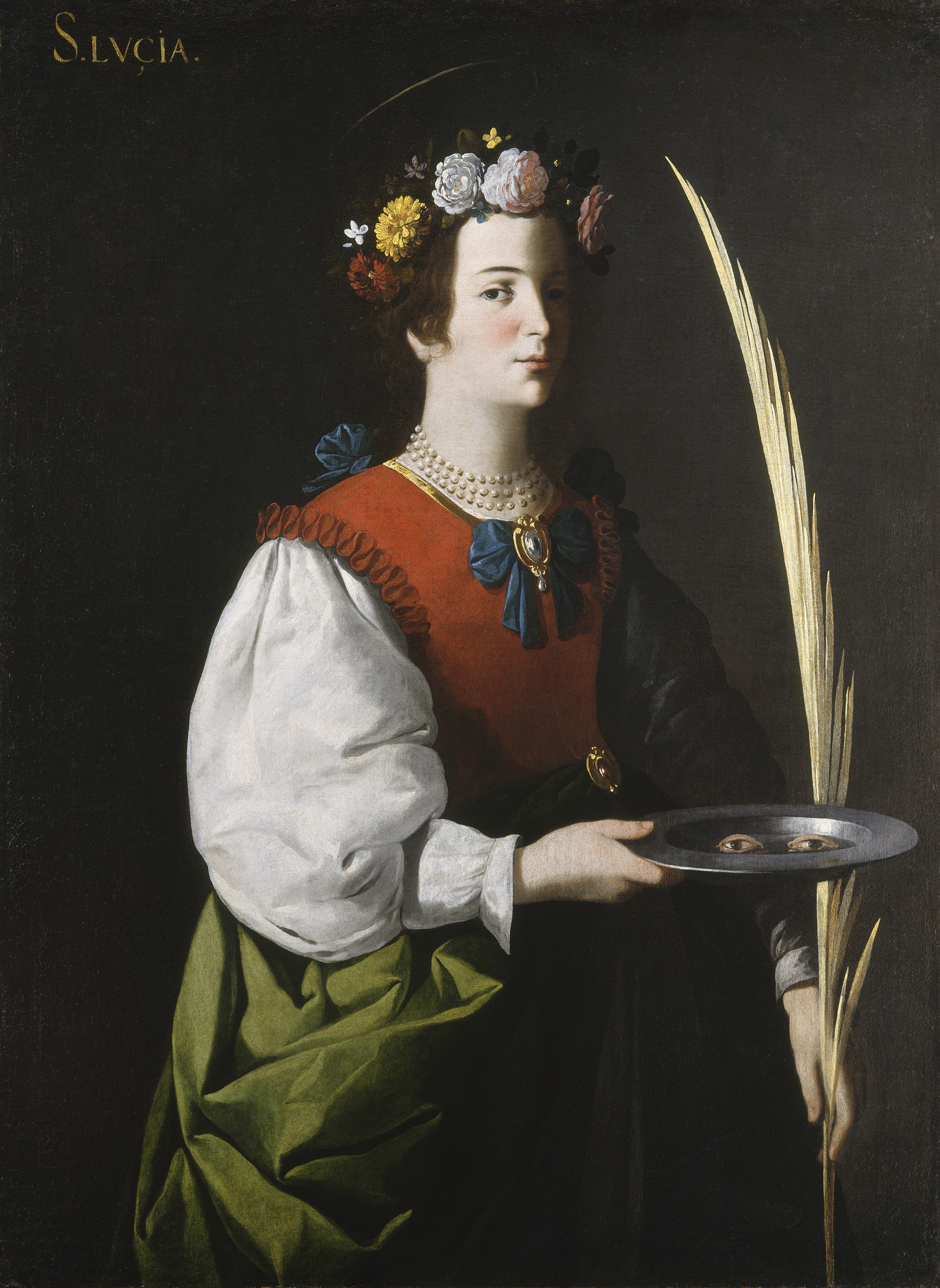
Francisco Zurbarán: Szent Lúcia
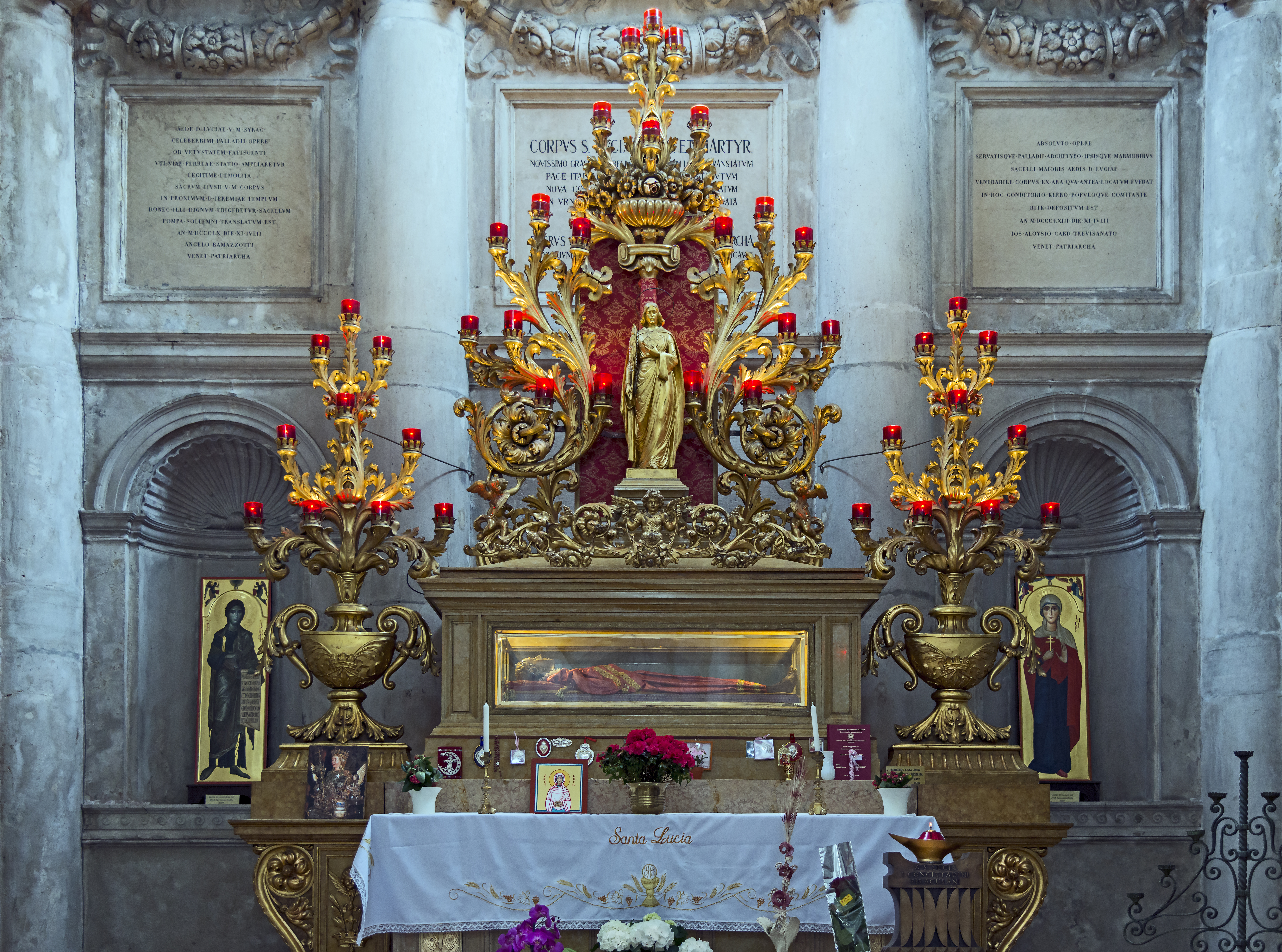
Szent Lúcia ereklyéje Velencében
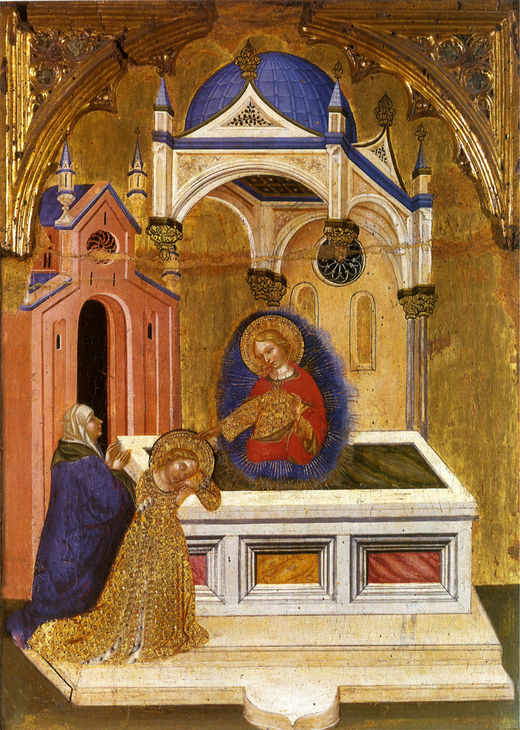
Jacobello del Fiore: Szent Lúcia Szent Ágota sírjánál
Lorenzo Lotto: Szent Lúcia a bíró előtt
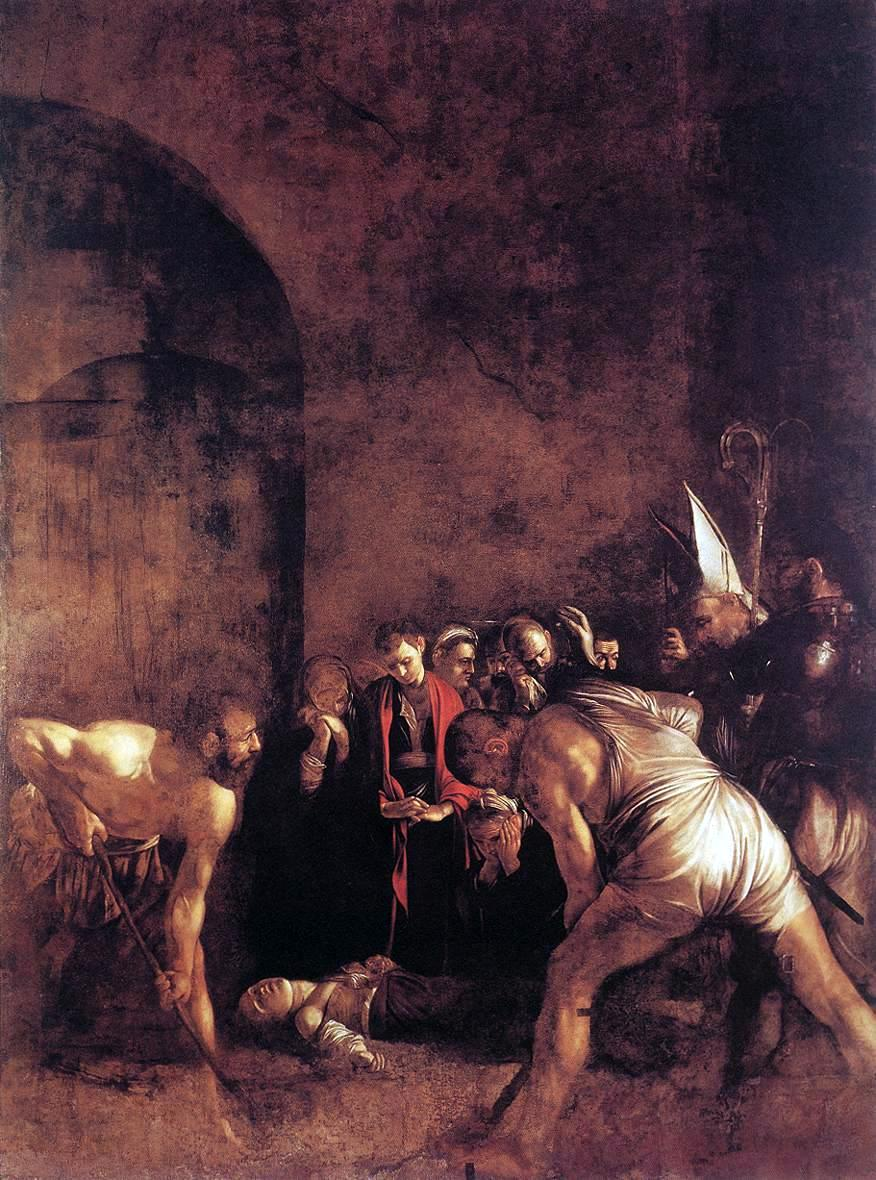
Caravaggio: Szent Lúcia temetése